# スポケーンバレー (ワシントン州の市)
スポケーンバレー（Spokane Valley）は、アメリカ合衆国ワシントン州東端内陸部に位置する都市。州第2の都市スポケーンの東隣に位置し、同市の郊外都市となっている。人口は10万2976人（2020年国勢調査）で、2010年国勢調査時の8万9755人から14.7%増加しており、州内第9位である。
スポケーンバレーは2003年3月31日に、スポケーン東郊の非法人地域が新規自治体として法人化、市制を施行して成立した。市名はコロンビア川の支流であるスポケーン川が河谷を形成している、この一帯の地形・地域名である「スポケーンバレー」からつけられた（広域地名）。

## 歴史

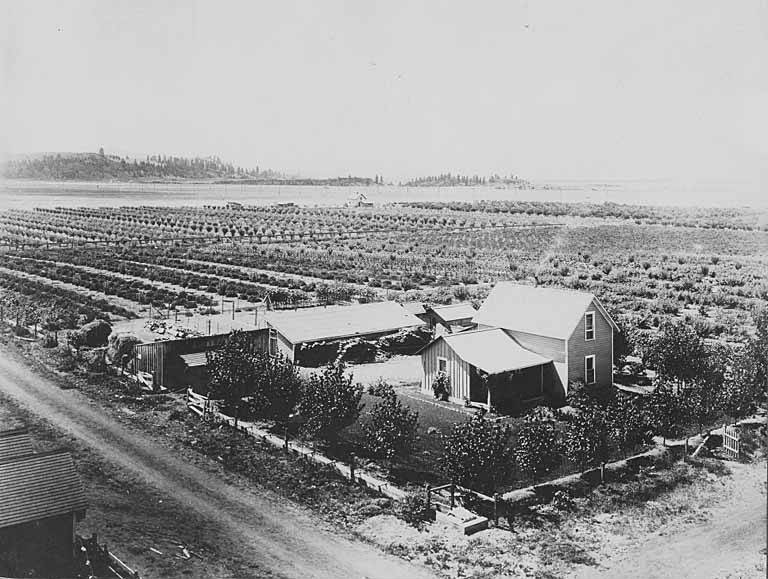
グリーンエーカーズ地区の果樹園（1903年）

今日「スポケーンバレー」と呼ばれているこの河谷には、入植以前にはネイティブ・アメリカンのスポケーン族が住み着いていた。1854年、ハドソン湾会社所属の毛皮交易商アントワン・プラントがこの地のスポケーン河畔に入植し、家を建てて農場を営みつつ、スポケーン川の渡し船も運航していた。やがて、この渡し船の周辺に人が集まるようになっていった。しかし1858年、各地でインディアン戦争が激化する中、この地もスポケーン族をはじめとする近隣のネイティブ・アメリカン諸部族連合軍と、将軍ジョージ・ライト率いる入植者軍との間での激戦地となった（「スポケーン平原の戦い」と呼ばれ、ヤキマ戦争の一部と見られている）。その後もスポケーン族はこの地に引き続き住んではいたが、入植者たちの入植も進んでいった。
年鑑降水量が17インチ（430mm）前後と乾燥帯に近い気候で、南に広がるパルース地帯ほど土壌が肥沃ではなく、岩がちで耕起にも苦労するスポケーンバレーの河谷は、当初は農耕に適した土地では無かった。しかし1895年から、ニューマン湖やヘイデン湖などの近隣の湖沼や、スポケーン川の水を用いた灌漑が行われ、また1900年に地元農民が掘った井戸によって大規模な帯水層（スポケーンバレー・ラスドラムプレーリー帯水層）が見つかると、その後は1920年代中盤に至るまで、一帯はリンゴの大産地へと変貌した。
1920年代から周辺の豊富な木材資源を活かしたマッチ製造や製紙に加えて、セメントや砂利などの産業が興っていたものの、第二次世界大戦前のスポケーンバレー一帯はほぼ農村地帯であった。しかし第二次世界大戦の開戦後、1942年に、この地の安価な電力を利用したアルコア社のトレントウッド・アルミニウム圧延工場、および太平洋岸北西部の港湾に通ずる鉄道の便の良さを活かした海軍のべロックス供給基地が置かれると、この地の工業化が一気に進んだ。第二次世界大戦の終結後、1946年に創業したカイザー・アルミニウム社はトレントウッド圧延工場をリースし、後に買い取って同社の拠点工場とし、スポケーンバレーの地域経済を支える存在となっていった。また、1958年にべロックス供給基地が払い下げられると、その跡地は工業団地に転用された。
20世紀も後半になると、全米的な郊外化の波に加えて、カイザー社の存在もあって、「スポケーン郊外」であるこのスポケーンバレー一帯の人口は急増した。1960年には46,458人であったこの一帯の人口は、20年後の1980年にはそのほぼ倍、82,153人を数えた。1980年代に入ると法人化への機運が高まり、1984年には、スポケーンバレー商業局がその是非をまとめた。しかし、1990年、1994年、1997年と3度行われた住民投票では、いずれも法人化への反対が賛成を上回る結果となり、否決された。しかし2002年、スポケーンがこの一帯を編入合併するかもしれないという風説が流れると、4度目の住民投票が行われ、賛成が僅差で反対を上回った。これを受けて、翌2003年3月31日、オポチュニティ、ディッシュマン、ベラデール、グリーンエーカーズ、トレントウッドなどの国勢調査指定地域（CDP）を含む、一帯の非法人地域がスポケーンバレー市という新規自治体として法人化、市制を施行した。当時、法人化時点での人口は州史上最大、全米でもコロラド州センテニアルに次ぐ史上2位の規模であった。2020年の国勢調査では、史上初めて人口10万人を突破するものとなる、102,976人を数えた。

## 地理
スポケーンバレー市庁舎は北緯47度39分24秒 西経117度16分4秒 / 北緯47.65667度 西経117.26778度に位置している。市はワシントン州東端内陸部、スポケーンの東に隣接し、同市ダウンタウンからは東へ約12km、アイダホ州との州境からは西へ約17kmである。
アメリカ合衆国国勢調査局によると、スポケーンバレー市は総面積98.44km2（38.01mi2）である。そのうち97.69km2（37.72mi2）が陸地で0.75km2（0.29mi2）が水域である。総面積の0.76%が水域となっている。スポケーンバレー市域内の代表的な水域としては、市の北を流れるスポケーン川のほか、ソルティーズ・クリーク、およびその水の流入先であるシェリー湖が挙げられる（シェリー湖から流出する河川は無い）。市域はコロンビア山脈の南端、スポケーン川が形成した「スポケーンバレー」と呼ばれる河谷に広がっており、市名もこの河谷に由来している。標高は市庁舎の位置で608mである。
スポケーン・スポケーンバレー両市を含むスポケーンバレー一帯の気候は、乾燥して日中は温暖だが夜はやや冷え込む夏と、雨や雪が多く、シアトルやポートランドなどの沿岸部と比べると寒さが厳しいものの、高緯度の割には温暖な冬に特徴付けられる。ケッペンの気候区分では、スポケーンバレーは計算上は地中海性気候（Csb）に属するが、最寒月である12月の月平均気温は氷点下2.6℃で、ワシントン州東部やアイダホ州北西部に分布する高地地中海性気候（Dsb）との境界線にかなり近い。気候についての詳細は、スポケーン#気候も参照のこと。

## 政治
スポケーンバレーはワシントン州法35A条で定められた「非憲章都市」であり、シティー・マネージャー制を採っている。この制度の下、市議会は市の立法機関としての役割に専念し、その採択した政策を行政のプロとして実行に移すシティー・マネージャーを任命・雇用する。シティー・マネージャーは市の行政実務部門、および立法府サポート部門の長として、市政府組織の日常業務、および市議会が市民に対する責務を果たせるようなサポートに責任を負う。市議会の議事録をはじめとする様々な記録の作成・保管に責任を負う市書記官や、市議会や市職員に対し法律関連のサポートを行う市法務官も、シティー・マネージャーが任命する。
市議会は7人の議員から成っている。市をいくつかに分けた選挙区は存在せず、7人全員が全市から選出される。市議会の任期は4年で、2年ごとに半数が改選される。市議会は改選後最初の議会において、その議長となる市長を市議員の中から選出する。市長はあくまで市議会の議長、および儀礼的な場における市の代表としての職務を果たすにとどまり、行政実務に関しては何ら権限も、責任も有さない。

## 交通
スポケーンバレーを含むスポケーン都市圏の玄関口となる商業空港は、スポケーンのダウンタウンから南西へ約9kmに立地するスポケーン国際空港（IATA: GEG）で、スポケーンバレーからは西南西へ約20kmである。同空港には3大航空会社（アメリカン航空・デルタ航空・ユナイテッド航空）を含む8社が就航し、各航空会社のハブ空港を含む、16都市圏22空港への直行便が発着している。スポケーンのダウンタウンから北東へ約7km、スポケーンバレー市域のすぐ北西に隣接して立地するフェルツ飛行場（IATA: SFF）は、1940年代にスポケーン国際空港（当時の名称はガイガー飛行場）が開港するまでスポケーンの玄関口としての役割を果たしていた空港であった。それ以降はスポケーン国際空港の補助的な役割を果たし、またゼネラル・アビエーションと呼ばれる、自家用機やチャーター機等の発着に使われる空港となっている。

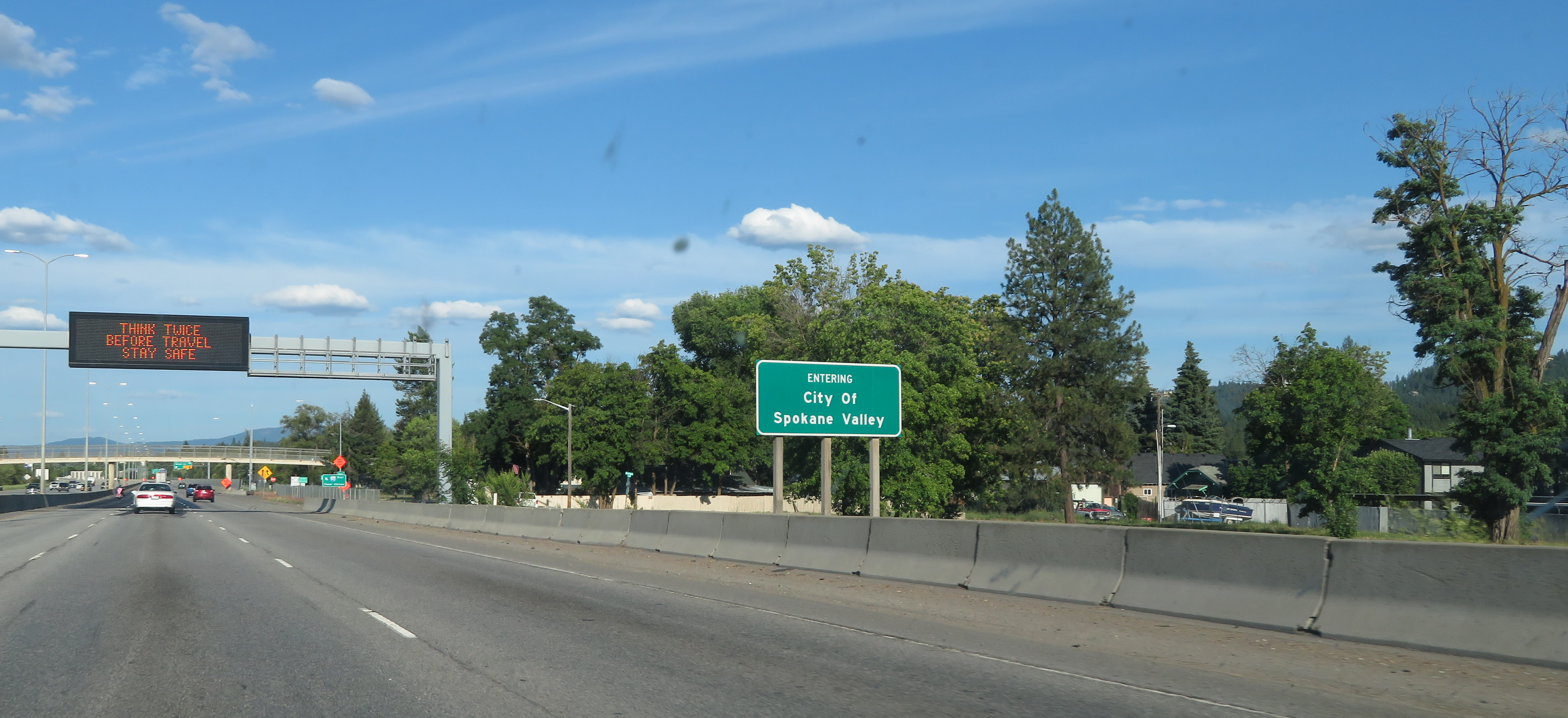
スポケーンバレー市域内に入るI-90

州間高速道路I-90はスポケーンバレー市域のほぼ中央を東西に通っており、市内に285-293番の7つの出入口が設けられている。I-90は大陸を横断する幹線の中で最も北を通るもので、西へはスポケーンのダウンタウンを通ってシアトル方面へ、東へはアイダホ州との州境を越え、コー・ダリーンを通ってさらにそれ以遠、モンタナ州や五大湖岸、東海岸へも通ずる。
スポケーンバレーは第二次世界大戦後の郊外化の波の中で農村から発展した郊外都市であるため、その街路は入り組んでおり、曲がりくねった街路、不連続な街路、および行止りが随所に見られる。市内で最も幅が広く、交通量の多い道路は、スポケーンのダウンタウンから東へ、スポケーンバレー市域を横断し、そのさらに東に隣接するリバティレイク市に至る、前述のI-90の通勤別線にも指定されているスプレイグ・アベニューである。また、市域中央部を南北に通るパインズ・ロードは、スポケーンバレーからプルマンへと通ずる州道27号線の北端部を成している。また、市西端、スポケーンとの市境にはハバナ・ストリートが通っている。
スポケーンの公共交通機関である、スポケーン交通局（Spokane Transit Authority、STA）の路線バス網は、スポケーンのダウンタウンとスポケーンバレー市西部、ユニバーシティ・アベニューとアップルウェイ・ブールバードの南西角に立地するバレー・トランジット・センターとを結ぶ#90をはじめとする、90番台のバス6系統がスポケーンバレーをカバーしている。バレー・トランジット・センターはスポケーンバレーにおける同局のバスターミナルであり、#90のほか、#95-98の4系統、ダウンタウンからI-90を経由する#173・#190の急行2系統、および東ワシントン大学からI-90を経由する急行系統#663の起点/終点となっている。また、#90はダウンタウンにある、アムトラックの駅、長距離バスターミナル、およびSTAのバスターミナルを兼ねたスポケーン・インターモーダル・センターも経由している。同センターの鉄道駅にはシアトル/ポートランドとシカゴとを結ぶエンパイア・ビルダー号が東行、西行とも1日1便停車し、同駅でシアトル発着とポートランド発着の編成が連結/切り離しを行う。また、同センターの長距離バスターミナルには、シアトル方面へ向かうグレイハウンドのバス、およびモンタナ州ミズーラ・ビリングス方面へ向かうジェファーソン・ラインズのバスが発着する。

## 教育

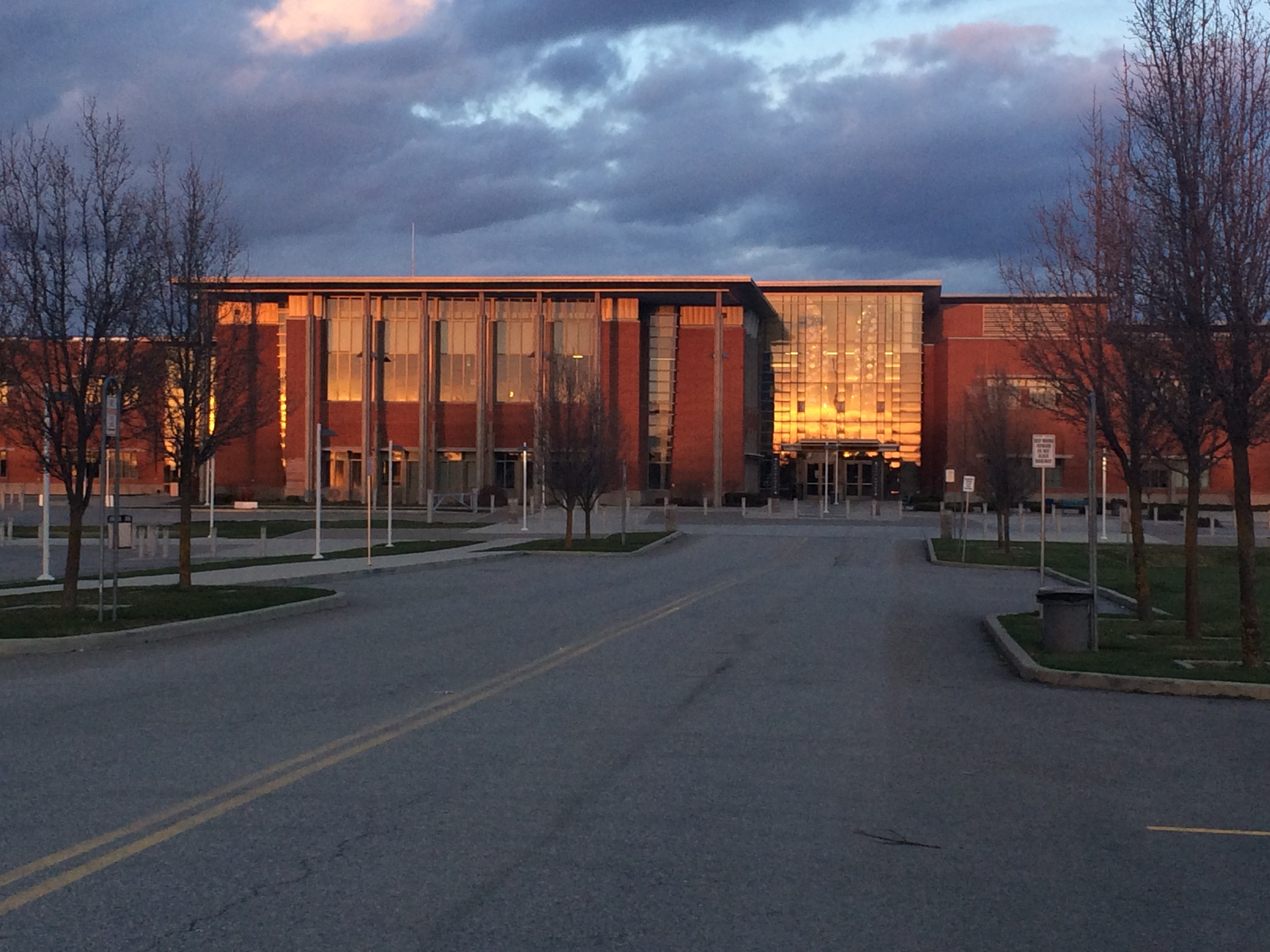
セントラル・バレー高校

スポケーンバレーにおけるK-12課程は複数の学区の管轄下にある公立学校によって主に支えられている。市域の中央部から南部、東部、南東部にかけての最も大きな範囲はセントラル・バレー学区に属しているが、北部および北東部はイースト・バレー学区に、西部はウェスト・バレー学区に、西端部は主にスポケーン市をカバーする学区であるスポケーン公立学区にそれぞれ属している。セントラル・バレー、イースト・バレー、およびウェスト・バレーの各学区が有している学校の数、および児童・生徒数（いずれも学区全体）は、それぞれ以下の通りである（2021年現在）。
| 学区名                 | 就学前 | 小学校                 | 中学校        | 高校           | 児童・生徒数 | 出典   |
| ---------------------- | ------ | ---------------------- | ------------- | -------------- | ------------ | ------ |
| セントラル・バレー学区 | 11     | 16 （幼稚園・1-5年生） | 8 （6-8年生） | 7 （9-12年生） | 14,783       | [ 16 ] |
| イースト・バレー学区   | 5      | 6 （幼稚園・1-6年生）  | 4 （7-8年生） | 3 （9-12年生） | 4,233        | [ 17 ] |
| ウェスト・バレー学区   | 1      | 5 （幼稚園・1-5年生）  | 2 （6-8年生） | 5 （9-12年生） | 3,740        | [ 18 ] |

また、これらの学区の高校生は、スポケーンバレー技術学校で行われる、医療、公共安全/矯正、製造、STEM、IT等の職業技術訓練を受け、在学している高校の単位に充てることができる。
公立学校のほか、スポケーンには教会系等の私立学校もいくつかある。カトリックのスポケーン司教区は、スポケーンバレー市域内に2校の学校を置いている（いずれも幼稚園・1-8年生の小中一貫校）。また、バレー・クリスチャン・スクール（就学前・幼稚園・1-12年生）、およびオークス・アカデミー（幼稚園・1-12年生）という、2校のキリスト教無教派の小中高一貫校も置かれている。
20世紀前半には、現在のスポケーンバレー市があるこの地に、スポケーン大学という、4年制のリベラル・アーツ・カレッジがキャンパスを構えていた。同学は1913年に牧師養成学校として創立したが、やがてリベラル・アーツ教育や芸術系の専攻プログラムに重きを置くようになっていった。抽象表現主義の初期に活躍したクリフォード・スティルも同学の出身であった。しかし、世界恐慌の影響で、1933年に閉学を余儀なくされた。現在のスポケーンバレー市においては、ユニバーシティ・ロードやユニバーシティ高校等の名に、このスポケーン大学の名残がある。
スポケーン郡図書館区（スポケーン市のスポケーン公立図書館とは別組織）は、管轄する11館の図書館のうちの2館、スポケーンバレー図書館とザ・ブックエンド館をスポケーンバレー市域内に置いている。スポケーンバレー図書館はメイン・アベニュー沿い、パインズ・ロードとの南西角の近くに、またザ・ブックエンド館はスポケーンバレー・モールの2階、メイシーズの隣にそれぞれ立地している。

## 文化と名所

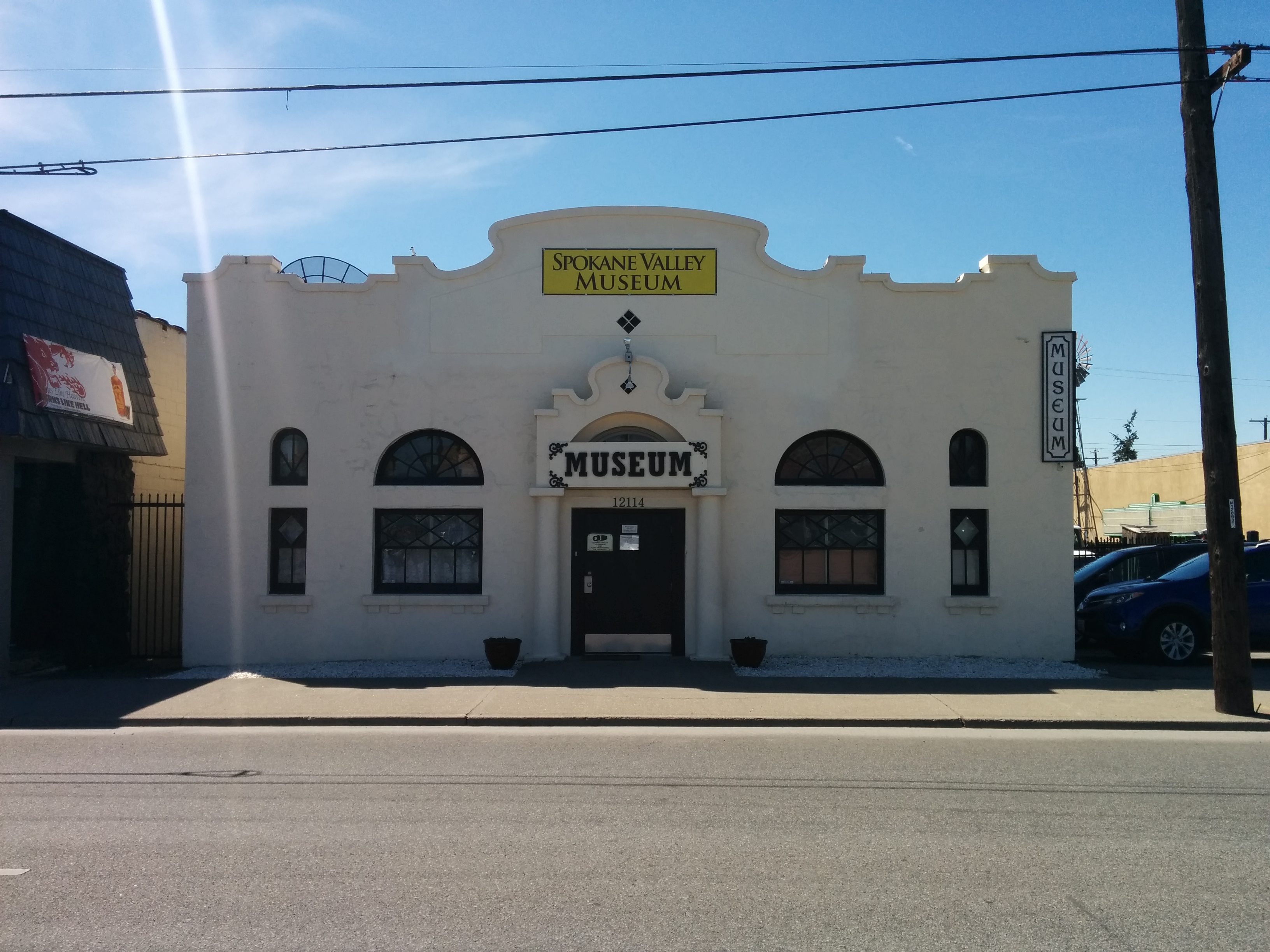
スポケーンバレー・ヘリテージ博物館

市域中央部、スプレイグ・アベニューとパインズ・ロードの南西角近くにはスポケーンバレー・ヘリテージ博物館が立地している。ミッション・リバイバル様式の同館の建物は、1912年にオポチュニティ郡区庁舎として建てられたもので、2005年に地元の歴史に関する事物を収蔵・調査・展示する博物館に転用された。また、同館の建物は、2005年に国家歴史登録財に指定されている。

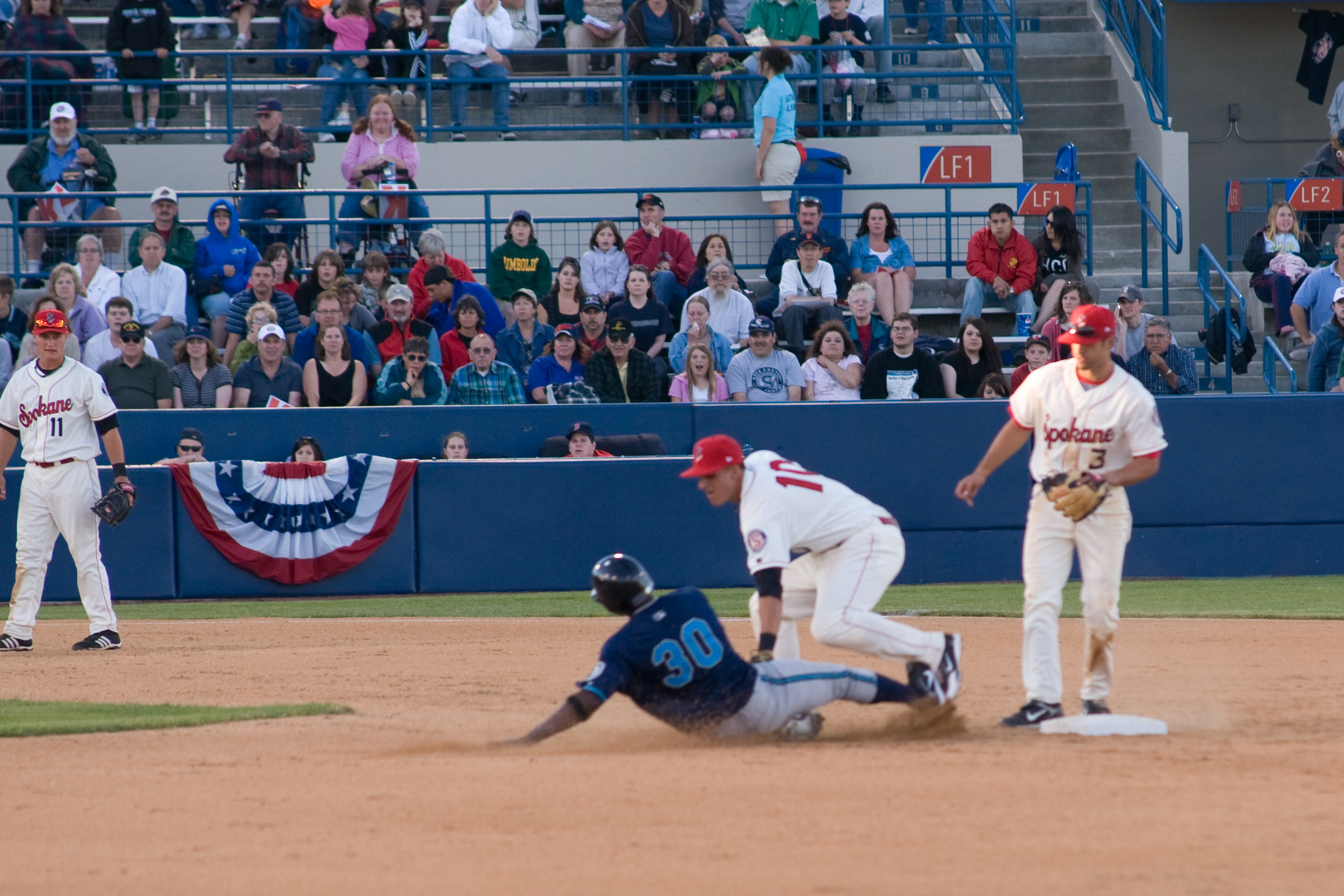
アビスコ・スタジアムでのスポケーン・インディアンスの試合

市西端、ブロードウェイとハバナ・ストリートの南東角に立地するスポケーン・カウンティ・フェア・アンド・エクスポ・センターでは、毎年レイバー・デー後の金曜日から10日間にわたって、スポケーン郡インターステート・フェアが行われる。このイベントはワシントンがまだ準州だった時代、1886年にワシントン・アンド・アイダホ・フェアとして始まった。会期中には特設ステージでのコンサート等様々なパフォーマンス、ロデオや家畜市等が行われ、飲食物や各種商品、土産物等の出店も出る。
インターステート・フェアの会場となっているスポケーン・カウンティ・フェア・アンド・エクスポ・センターは、97エーカー（39.3ha）の敷地に、合計140,000ft2（13,000m2）を超える展示スペース、200頭近い馬を収容できる厩舎、ロデオアリーナ等、14の建物を有している。また、敷地内には、地元マイナーリーグチームのスポケーン・インディアンス（コロラド・ロッキーズ傘下ハイA級、ハイAウエスト所属）の本拠地となっている、アビスコ・スタジアムも立地している。アビスコ・スタジアムは、毎年9月下旬の2日間に開かれる、インランド・ノースウェスト・クラフトビール・フェスティバルの会場にもなっている。
また、毎年9月下旬の3日間には、市北部のスポケーン川沿いに広がるミラボー・ポイント・パークで、バレーフェストというイベントが開かれる。会場となっているミラボー・ポイント・パークは55エーカー（22.3ha）の広さを有し、園内には湿地帯や滝などの自然を残しつつ、センタープレース地域イベントセンターや、遊びを通じての学びを目的としたディスカバリー・プレイグラウンドなどの施設もあり、遊歩道も整備されている。

## 註
1. 1 2 3  About Us. City of Spokane Valley. 2021年11月20日閲覧.
2. 1 2 3  QuickFacts: Spokane Valley city, Washingon. U.S. Census Bureau. 2020年.
3. 1 2 3 4 5  Kershner, Jim. Spokane Valley - Thumbnail History. HistoryLink. 2012年5月25日. 2021年11月21日閲覧.
4. ↑  Historical Weather for Spokane, Washington, United States of America. Weatherbase.com. 2021年11月22日閲覧.
スポケーンバレー市のデータは存在しないため、スポケーン市のデータを参照。
5. 1 2  City Council. City of Spokane Valley. 2021年11月23日閲覧.
6. ↑  Executive & Legislative Support - The City Manager. City of Spokane Valley. 2021年11月23日閲覧.
7. ↑  "Chapter 2.20: City Clerk". Spokane Valley Municipal Code. City of Spokane Valley. 2021年9月7日.
8. ↑  "Chapter 2.25: City Attoney". Spokane Valley Municipal Code. City of Spokane Valley. 2021年9月7日.
9. ↑  Spokane Int'l. Airport Master Record. Federal Aviation Administration. 2021年11月4日. 2021年11月23日閲覧.
10. ↑  Non-Stop Flights. Spokane International Airport. 2021年11月23日閲覧.
11. ↑  Felts Fld. Airport Master Record. Federal Aviation Administration. 2021年11月4日. 2021年11月23日閲覧.
12. ↑  About Felts Field (KSFF). Spokane International Airport. 2021年11月23日閲覧.
13. ↑  STA System Map. Spokane Transit Authority. 2021年9月. 2021年11月23日閲覧.
14. ↑  Empire Builder. Amtrak. 2021年11月23日閲覧.
15. ↑  Spokane County School Districts. Department of Building and Planning, Spokane County. 2019年2月. 2021年11月24日閲覧.
16. ↑  Central Valley School District. U.S. News & World Report. 2021年11月24日閲覧.
17. ↑  East Valley School District. U.S. News & World Report. 2021年11月24日閲覧.
18. ↑  West Valley School District. U.S. News & World Report. 2021年11月24日閲覧.
19. ↑  About SVT. Spokane Valley Tech. 2021年11月24日閲覧.
20. ↑  Catholic Schools. Diocese of Spokane. 2021年11月24日閲覧.
21. ↑  About. Valley Christian School. 2021年11月24日閲覧.
22. ↑  At a Glance. The Oaks Academy. 2021年11月24日閲覧.
23. ↑  Kassa, Thomas. Spokane University. Spokane Historical. Eastern Washington University. 2021年11月24日閲覧
24. ↑  Locations. Spokane County Library District. 2021年11月24日閲覧.
25. ↑  Spokane Valley. Spokane County Library District. 2021年11月24日閲覧.
26. ↑  The BookEnd. Spokane County Library District. 2021年11月24日閲覧.
27. ↑  Yahya, Ayisha S. Spokane Valley Museum brings a blast from past. Spokane, Washington: The Spokesman-Review. 2005年8月19日. 2021年11月24日閲覧.
28. ↑  White, Rebecca. Spokane Valley Heritage Museum gets $70,000 grant for renovations. Spokane, Washington: The Spokesman-Review. 2020年4月2日. 2021年11月24日閲覧.
29. ↑  WASHINGTON - Spokane County. National Register of Historic Places. 2021年11月24日閲覧.
30. ↑  About the Fair. The Spokane County Interstate Fair. Spokane County. 2021年11月24日閲覧.
31. ↑  History During the 1800s. The Spokane County Interstate Fair. Spokane County. 2021年11月24日閲覧.
32. ↑  Spokane County Interstate Fair. Spokane Visitor Center. 2021年11月24日閲覧.
33. ↑  Grandstand. The Spokane County Interstate Fair. Spokane County. 2021年11月24日閲覧.
34. ↑  Rodeo. The Spokane County Interstate Fair. Spokane County. 2021年11月24日閲覧.
35. ↑  Market Stock for Sale. The Spokane County Interstate Fair. Spokane County. 2021年11月24日閲覧.
36. ↑  Current Vendors. The Spokane County Interstate Fair. Spokane County. 2019年9月1日. 2021年11月24日閲覧.
37. ↑  Fair and Expo Brochure Page 1, Page 2. Spokane County. 2021年11月24日閲覧.
38. ↑  Inland NW Craft Beer Festival. Washington Beer Commission. 2021年11月24日閲覧
39. ↑  Valleyfest. Spokane Visitor Center. 2021年11月24日閲覧.
40. ↑  Mirabeau Point Park and Discovery Playground. Department of Economic Development, City of Spokane Valley. 2021年11月24日閲覧.

## 推奨文献
- Boutwell, Florence. The Spokane Valley: A History of the Early Years. Vol.1. Spokane, Washington: Arthur H. Clark Company. 1994年. ISBN 978-0870622359. OCLC 32029798.
- Boutwell, Florence. The Spokane Valley: A History of the Growing Years, 1921-1945. Vol.2. Spokane, Washington: Arthur H. Clark Company. 1995年. ISBN 978-0870622465. OCLC 32029798.
- Boutwell, Florence. The Spokane Valley: Out in the Gravel. Vol.3. Spokane, Washington: Arthur H. Clark Company. 1996年. ISBN 978-0870622687. OCLC 32029798.
- Edwards, Jonathan and Nelson Durham. Illustrated history of Spokane county. Washington State Library's Classics in Washington History collection. Spokane, Washington: W.H. Lever. 1900年. ISBN 978-1-153-38635-7. OCLC 25321986.